# ولس
شهر ولس در استان تسالی در کشور یونان واقع شده است که دارای جمعیت ۸۵٬۳۹۴  نفر می‌باشد.
این شهر بندری در ۳۲۶ کیلومتری شمال آتن و ۲۱۵ کیلومتری جنوب تسالونیکی(Thessaloniki) قرار دارد.
اقتصاد این شهر بر پایه تولیدات،تجارت،خدمات و گردش گری میباشد.این شهر همچنین محل استقرار دانشگاه تسالی(Thessaly )است و امکاناتی برای برگزاری کنفرانس ها،نمایشگاه ها و رخدادهای بزرگ فرهنگی،ورزشی و علمی را به علاقه‌مندان این حوزه پیشنهاد میکند.ولس(Volos) در میزبانی بازی های المپیک ۲۰۰۴ شرکت کرد و از آن به بعد میزبانی چند رخداد ورزشی دیگر را نیز بر عهده گرفته است.
ولس از تاریخ ۲۷ ژوئیه تا ۵ اوت ۲۰۱۳ میزبان هفتمین دوره المپیاد جهانی نجوم و اخترفیزیک خواهد بود.